# Fiorella Kostoris
Fiorella Kostoris (Roma, 5 maggio 1945) è un'economista italiana, membro del consiglio direttivo dell'ANVUR e docente presso l'Università di Roma La Sapienza.

## Biografia
Nata nel 1945 a Roma ma cresciuta a Trieste, proviene da una famiglia di religione ebraica (il padre triestino, la madre di Corfù) che poneva un alto valore sull'educazione e sulla conoscenza delle lingue straniere. In un'intervista ha raccontato come lei sia stata una dei 5 alunni della sua classe con ciascuno dei quali ha gareggiato ogni giorno per essere classificata prima dal docente.
Ha dichiarato di essere stata vicina, in giovinezza, al Partito Comunista Italiano. Dopo la laurea in Economia a Milano all'Università Bocconi andò negli Stati Uniti dove ha conseguito un Master presso il Massachusetts Institute of Technology nel 1970. Della sua esperienza negli Stati Uniti ha detto "sono tornata più di una [classica] liberal, più convinta che il benessere complessivo viene massimizzato da parte di persone che perseguono il loro proprio benessere individuale". Al MIT ha incontrato Franco Modigliani e più tardi divenne un editor della raccolta dei suoi articoli.
È professore al Collegio d'Europa di Bruges. Ha pubblicato circa un centinaio di articoli e una ventina di libri in varie lingue sui temi della macroeconomia, lavoro, Finanza pubblica, disoccupazione, riforma delle pensioni e altri argomenti. È stata presidente dell'Istituto di studi e analisi economica (ISAE), un ente non governativo dotato di una propria autonomia ma finanziato dal governo, fino al marzo 2003. Attualmente sta lavorando a un libro sulle politiche economiche e le istituzioni.
È consigliere indipendente nel Board di Monte dei Paschi di Siena. 
Il suo libro più noto è Italy: The Sheltered Economy (1993) in cui tratta dell'Italia criticandone il grande interventismo governativo nella politica economica rispetto ad altri paesi e che gran parte di questa azione regolamentaria dello Stato risulta irrazionale e inefficiente.

## Proposte economiche

### Abolizione di una settimana di ferie per rilanciare l'economia
Il 19 marzo 2004 la Kostoris ha pubblicato un articolo sul quotidiano Il Sole 24 Ore dal titolo Abolire una settimana di ferie per rilanciare l'economia. Fiorella Kostoris ha fornito statistiche che mostrano che il lavoratore italiano medio lavora meno ore in tutta la sua carriera dei suoi omologhi europei e nordamericani. Inoltre, il numero di ore di lavoro ogni anno sta gradualmente diminuendo. Se questa tendenza potesse essere invertita la crescita economica italiana potrebbe riprendere. Le cause delle ore di lavoro basso per persona sono varie, ma sono soprattutto il prepensionamento, i ritardi nel reperimento di un lavoro, gli scioperi per motivi non connessi con i contratti, così come il numero superiore di vacanze rispetto ad altri paesi. Per illustrare il compromesso tra lavoro e tempo libero Fiorella Kostoris ha calcolato che se ogni italiano rinunciasse a una settimana di tempo libero il PIL aumenterebbe dallo 0,3% allo 0,4%. L'idea fu inizialmente approvata dall'allora capo del governo italiano, Silvio Berlusconi, il quale in un discorso tenuto a Cernobbio il 29 marzo disse: "Ci sono troppe vacanze. Pochi giorni di lavoro in più produrrà un benefico effetto sul PNL."
La proposta, anche per le immediate reazioni negative, è stata accantonata quasi subito e non è più stata approfondita.

## Vita privata
Fiorella Kostoris è stata sposata con l'economista, politico italiano e ministro dell'economia Tommaso Padoa-Schioppa, dal quale ha avuto tre figli. Nel 2010 è rimasta vedova.

## Opere
- Italy: The Sheltered Economy (1993)